# Fuchstal
Fuchstal är en kommun i Landkreis Landsberg am Lech i Regierungsbezirk Oberbayern i förbundslandet Bayern i Tyskland.
Kommunen ingår i kommunalförbundet Fuchstal tillsammans med kommunen Unterdießen.